# Анастасівське нафтогазоконденсатне родовище
Анастасівське нафтогазоконденсатне родовище — належить до Талалаївсько-Рибальського нафтогазоносного району Східного нафтогазоносного регіону України.

## Загальний опис
Розташоване в Сумській області на відстані 20 км від м. Ромни.
Знаходиться в північно-західній частині приосьової зони Дніпровсько-Донецької западини в межах Артюхівсько-Анастасівського структурного валу. В 1963 р. виявлене брахіантиклінальне підняття у відкладах тріасу.
Структура — асиметрична антиклінальна складка, розміри якої по ізогіпсі — 4325 м 10,0х2,5 м, амплітуда понад 75 м. У 1972 р. з верхньовізейських г.п. в інтервалі 4528-4541 м одержано фонтан нафти дебітом 48,9 т/добу через штуцер діаметром 6 мм.
Поклади пластові, склепінчасті, часто літологічно обмежені.
Експлуатується з 1973 р. Запаси початкові видобувні категорій А+В+С1 — 16305 тис.т нафти; розчиненого газу — 4114 млн. м³; конденсату — 1236 тис. т. Густина дегазованої нафти 809—854 кг/м³. Вміст сірки у нафті 0,02-0,64 мас.%.